# Sekien Toriyama
Sekien Toriyama (jap. 鳥山 石燕 Toriyama Sekien;  ur. 1712, zm. 1788) – XVIII-wieczny uczony oraz artysta związany z japońskim folklorem, tworzący ukiyo-e.

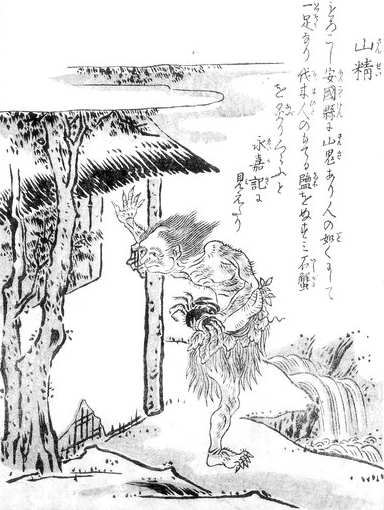
Duch gór przedstawiony w Konjaku-gazu-zoku-hyakki

Toriyama był nauczycielem Utamaro i przed rozpoczęciem pracy nad ukiyo-e, był malarzem szkoły Kanō.
Artysta zasłynął swoją próbą stworzenia katalogu wszystkich gatunków zjaw, duchów, straszydeł, demonów, widm (ogólna nazwa: yōkai), w serii hyakki-yakō.

## Znane dzieła
- Gazu-hyakki-yakō (jap. 画図百鬼夜行; 1776) - Ilustrowana nocna parada stu demonów
- Konjaku-gazu-zoku-hyakki (jap. 今昔画図続百鬼; 1779) - Ilustrowana kontynuacja stu demonów obecnych i dawnych
- Konjaku-hyakki-shūi (jap. 今昔百鬼拾遺; 1780) - Zbiór uzupełniający stu demonów obecnych i dawnych
- Gazu-hyakki-tsurezure-bukuro (jap. 画図百鬼徒然袋; 1784) - Ilustrowany worek stu wybranych demonów